# Olympische Sommerspiele 2012/Teilnehmer (Laos)
| Gelbes Symbol für Goldmedaillen mit stilisierten Olympischen Ringen | Graues Symbol für Silbermedaillen mit stilisierten Olympischen Ringen | Braundes Symbol für Bronzemedaillen mit stilisierten Olympischen Ringen |
| ------------------------------------------------------------------- | --------------------------------------------------------------------- | ----------------------------------------------------------------------- |
| —                                                                   | —                                                                     | —                                                                       |

Laos nahm in London an den Olympischen Spielen 2012 teil. Es war die insgesamt achte Teilnahme an Olympischen Sommerspielen. Die National Olympic Committee of Lao nominierte drei Athleten in zwei Sportarten.

## Teilnehmer nach Sportarten

### Leichtathletik
Laufen und Gehen
| Athleten            | Wettbewerb | Vorlauf | Vorlauf | Halbfinale    | Halbfinale    | Finale        | Finale        | Rang |
| Athleten            | Wettbewerb | Zeit    | Rang    | Zeit          | Rang          | Zeit          | Rang          | Rang |
| ------------------- | ---------- | ------- | ------- | ------------- | ------------- | ------------- | ------------- | ---- |
| Frauen              |            |         |         |               |               |               |               |      |
| Laenly Phoutthavong | 100 m      | 13,15 s | 6       | ausgeschieden | ausgeschieden | ausgeschieden | ausgeschieden | 22   |
| Männer              |            |         |         |               |               |               |               |      |
| Kilakone Siphonexay | 100 m      | 11,30 s | 6       | ausgeschieden | ausgeschieden | ausgeschieden | ausgeschieden | 22   |

### Schwimmen
| Athleten          | Wettbewerb    | Vorlauf | Vorlauf | Halbfinale    | Halbfinale    | Finale        | Finale        | Rang |
| Athleten          | Wettbewerb    | Zeit    | Rang    | Zeit          | Rang          | Zeit          | Rang          | Rang |
| ----------------- | ------------- | ------- | ------- | ------------- | ------------- | ------------- | ------------- | ---- |
| Männer            |               |         |         |               |               |               |               |      |
| Pathana Inthavong | 50 m Freistil | 28,17 s | 2       | ausgeschieden | ausgeschieden | ausgeschieden | ausgeschieden | 56   |